# DoudouLinux
A DoudouLinux egy olyan Debian linux alapú operációs rendszer, amit létrehozói a kisgyerekeknek szántak. A számítógéphasználat megtanulása a segítségével egyszerű és kellemes. A DoudouLinux oktatásra, játékra, munkára és multimédiás használatra tartalmaz programokat. Egy testreszabott LXDE asztalról mintegy ötven alkalmazás érhető el, ezek közül tízet már a 2-12 éves korú gyerekek is könnyen használhatnak.
- Forrás: http://distrowatch.com/table.php?distribution=doudou
- Weboldal: http://www.doudoulinux.org/%5B%5D
- Dokumentáció: http://www.doudoulinux.org/%5B%5Dweb/english/documentation-7/index.html